# Довга (губа)
До́вга (рос. Долгая) — губа (затока) на сході острова Соловецький з Соловецького архіпелагу.
Безпосередньо перед входом до губи розташований острів Велика Муксалма, тому губа омиває береги саме двох островів. До губи ведуть 2 вузькі протоки — Північні Залізні Ворота та Південні Залізні Ворота, які відокремлюють острови Соловецький та Велика Муксалма. Через протоку Південні Залізні Ворота збудована штучна кам'яна дамба, що з'єднує острови. В ній збудовано арки для протоку води, через них можна пропливти на човні.
Узбережжя губи кам'янисте, поросло лісом, окремі ділянки вкриті болотами. Берег порізані, утворює численні бухти. У внутрішній частині губи знаходяться численні дрібні острівці, порослі лісом та вкриті тундровою рослинністю, та кам'янисті мілководні банки. Більшість островів та банок знаходяться на шельфі Соловецького острова. Декілька дрібних кам'янистих островів розташовані і поблизу входу до губи.
Припливи напрямлені з протоки Північні Залізні Ворота. Губа вкривається льодом в кінці жовтня. У внутрішній частині скресання льоду проходить не раніше кінця травня, лід тане на місці, нікуди не рухається. В протоках через течію лід ніколи не утворюється.